# テルアビブ大学
テルアビブ大学（テルアビブだいがく、ヘブライ語: אוניברסיטת תל־אביב, ラテン文字転写: Universitat Tel-Aviv、アラビア語: جامعة تل أبيب） (略称TAU) は、イスラエルのテルアビブにある公立の研究大学。在校生3万人超と国内最大である。テルアビブ北西部に位置し、9学部17研究病院、18の舞台芸術センター、27校舎に106の学部と340の研究施設、400の実験施設を擁する。
1954年に前身となるユダヤ研究機関が創立され、1956年に現在の大学に組織変更された。なお、同大学のキャンパスの内部にはディアスポラ博物館が設置されており、同大学の教職員や学生ではない一般の観光客でもディアスポラ博物館を訪問することは可能である。

## 沿革
1956年に現在の大学の基礎となるテルアビブ法律経済大学 (1935年創設) と自然科学研究所 (1931年創設) ならびにユダヤ学研究所の3つの研究組織が合併しテルアビブ大学が発足する。当初はテルアビブ市が運営し1963年に独立経営が承認される。その年、総面積170-エーカー (0.69 km2)のラマトアビブ (en) 校舎が置かれた。
また系列校に Center for Technological Design (ホロン) 、テルアビブ市内の New Academic College of Tel Aviv-Yaffo と Afeka College of Engineering (en) がある。ワイズ天文台の所在地はミツペ・ラモンである。

## 学術分野
学部
- カッツ芸術学部
- フライシュマン工学部

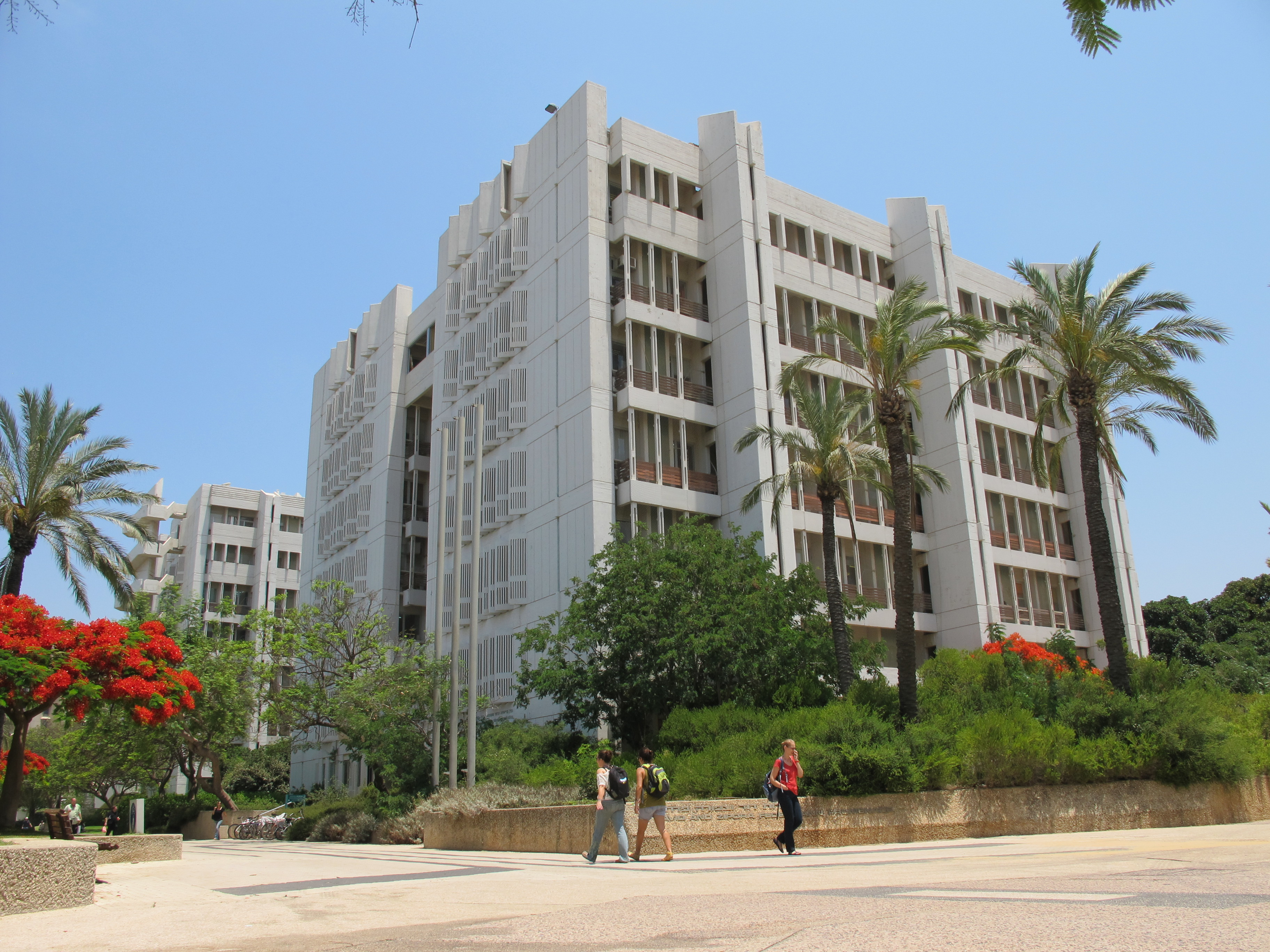
生命科学棟
Life Sciences Building

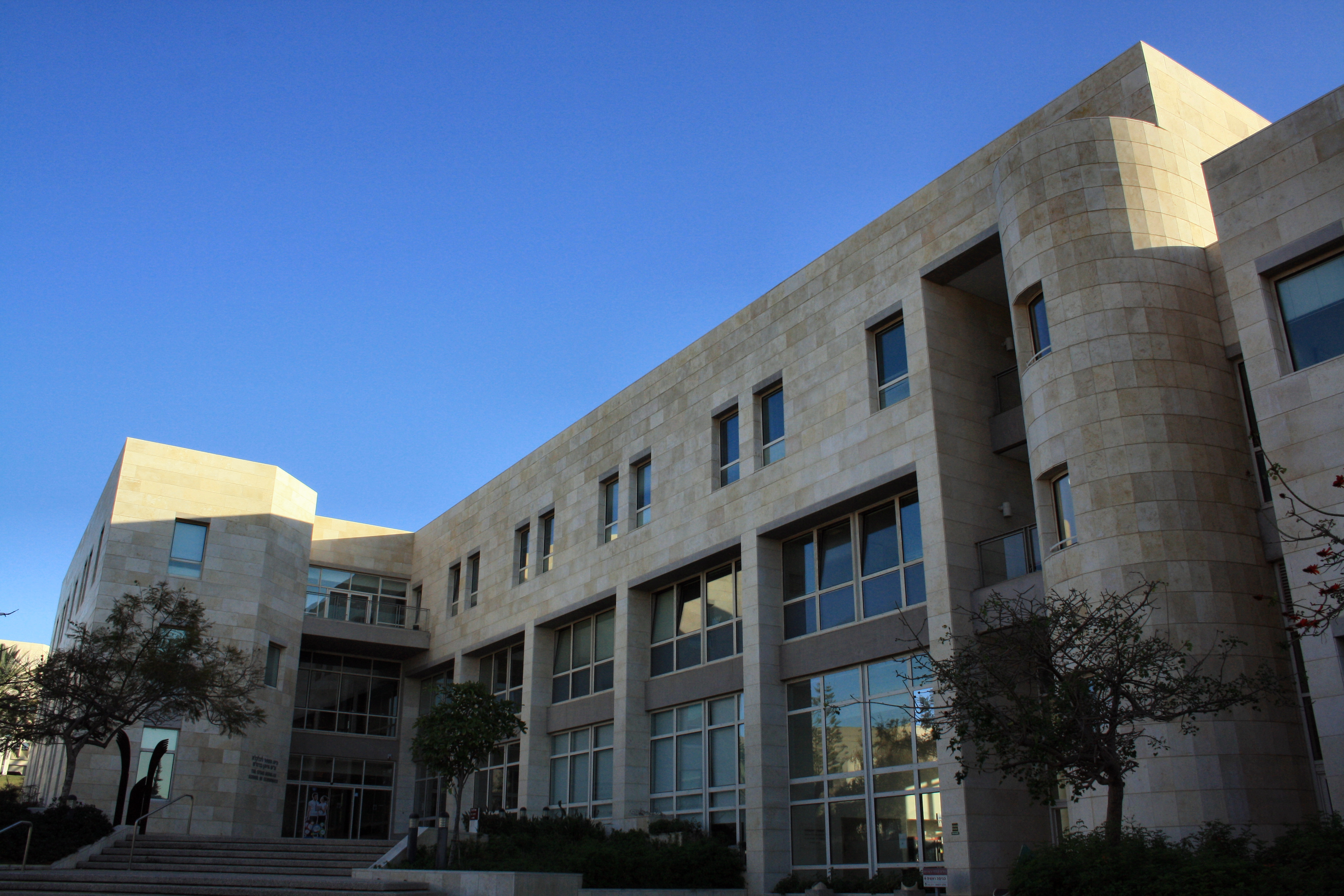
経済学部
School of Economics

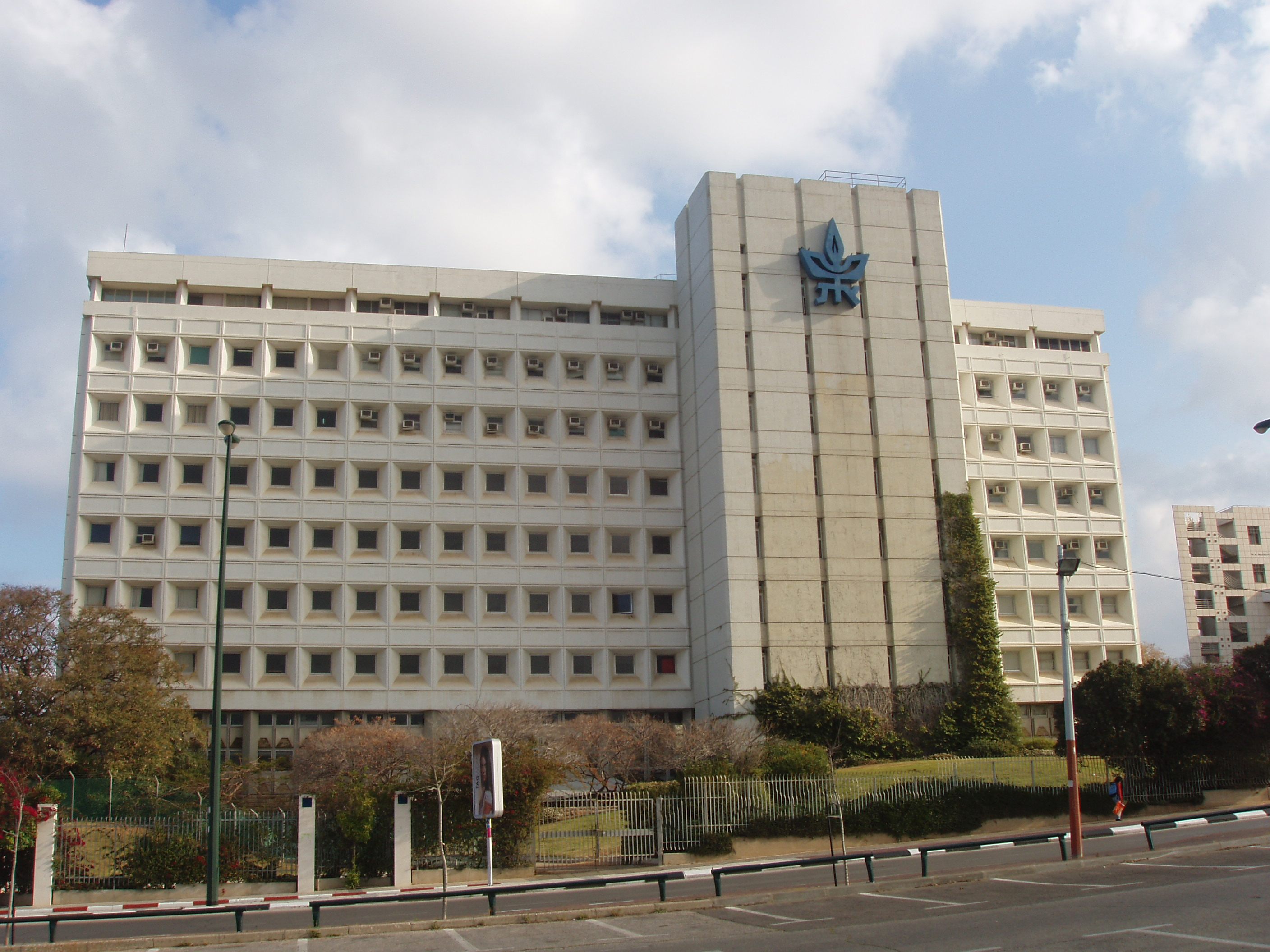
社会科学棟
Social Sciences Building

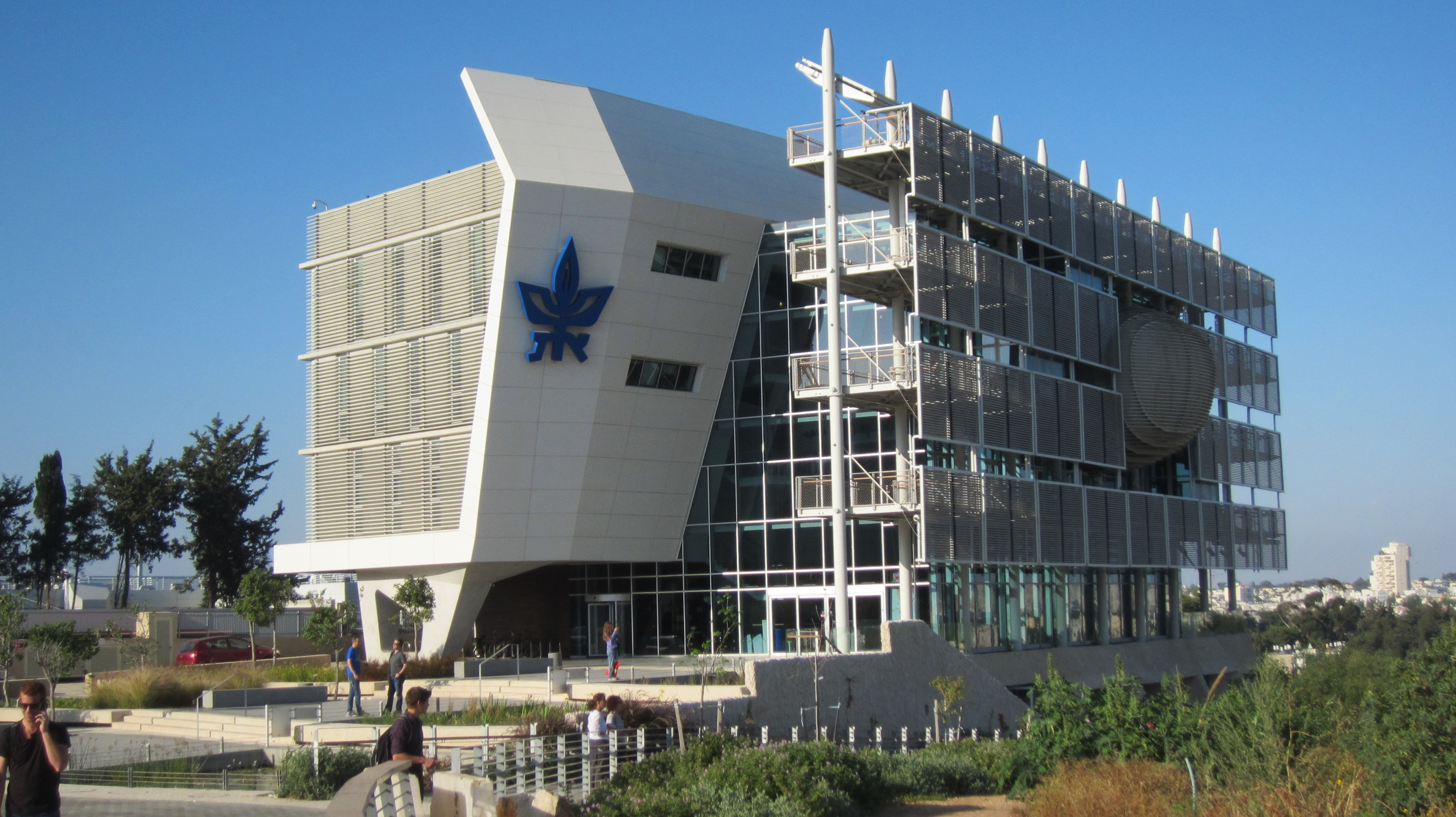
環境研究棟
Environmental Studies Building

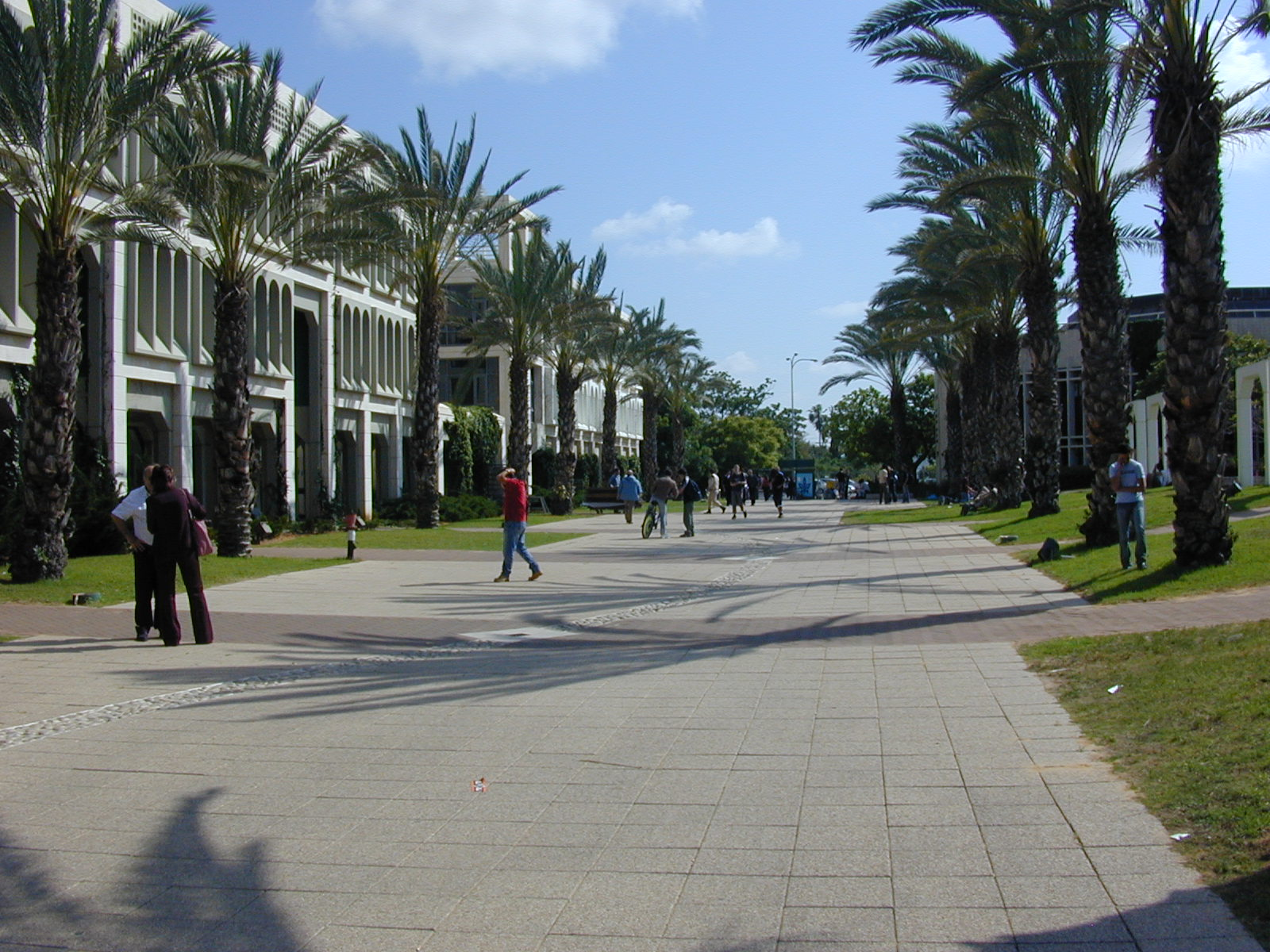
リー工学部通り
Leigh Engineering Faculty Boulevard

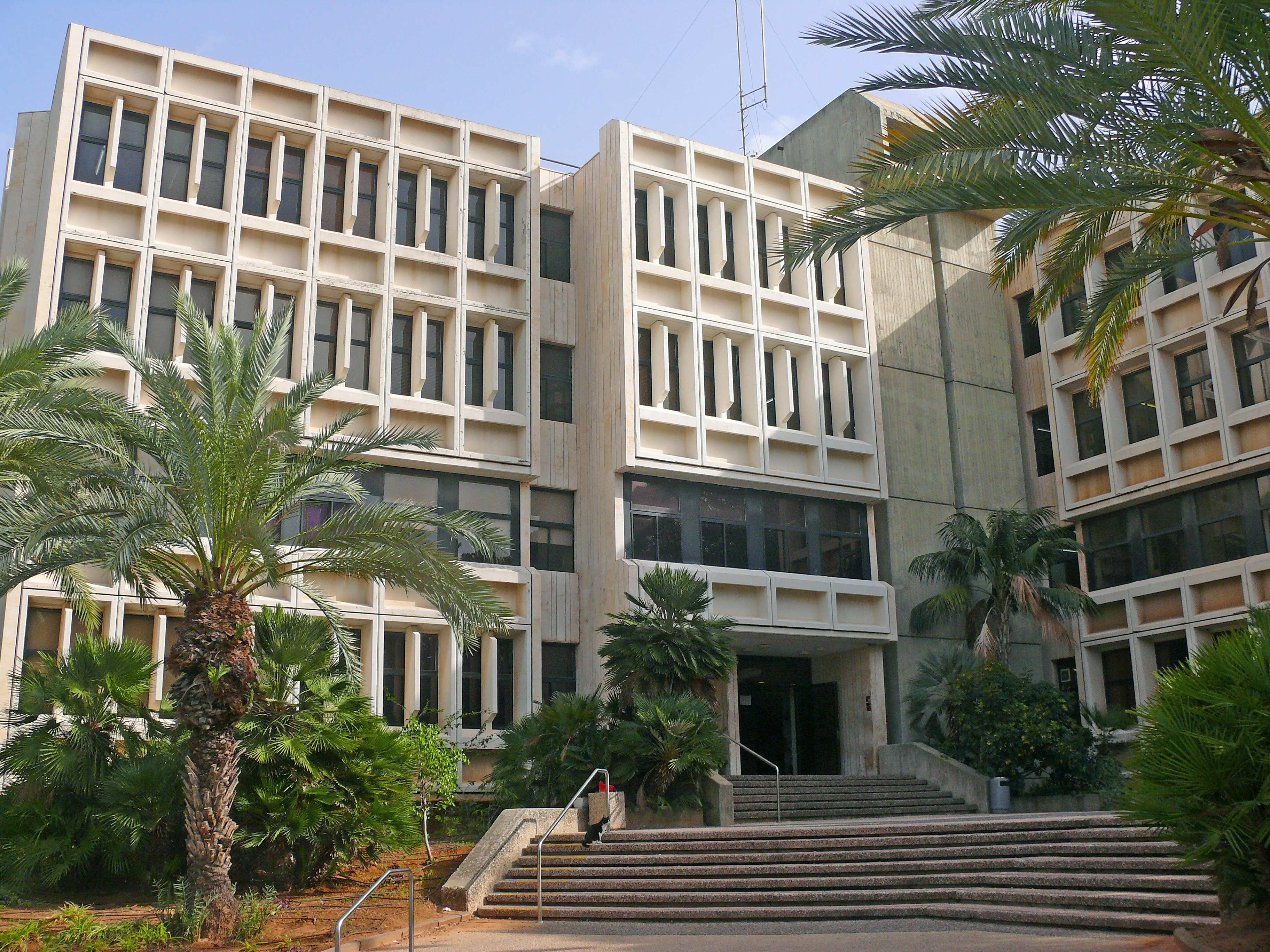
ウラジミール・シュライバー数学研究所
The Vladimir Schreiber Institute of Mathematics

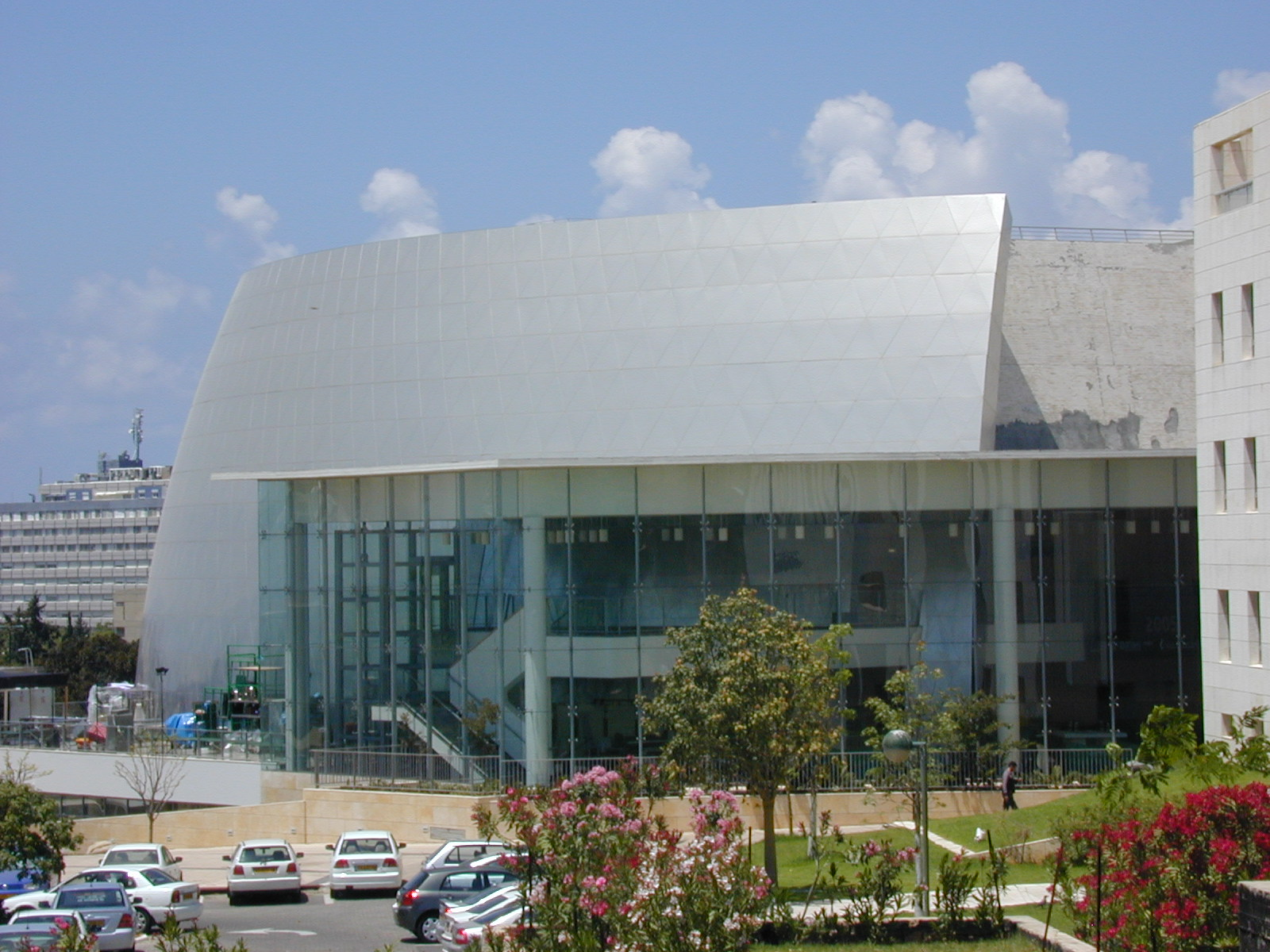
スモラーズ講堂
Smolarz Auditorium

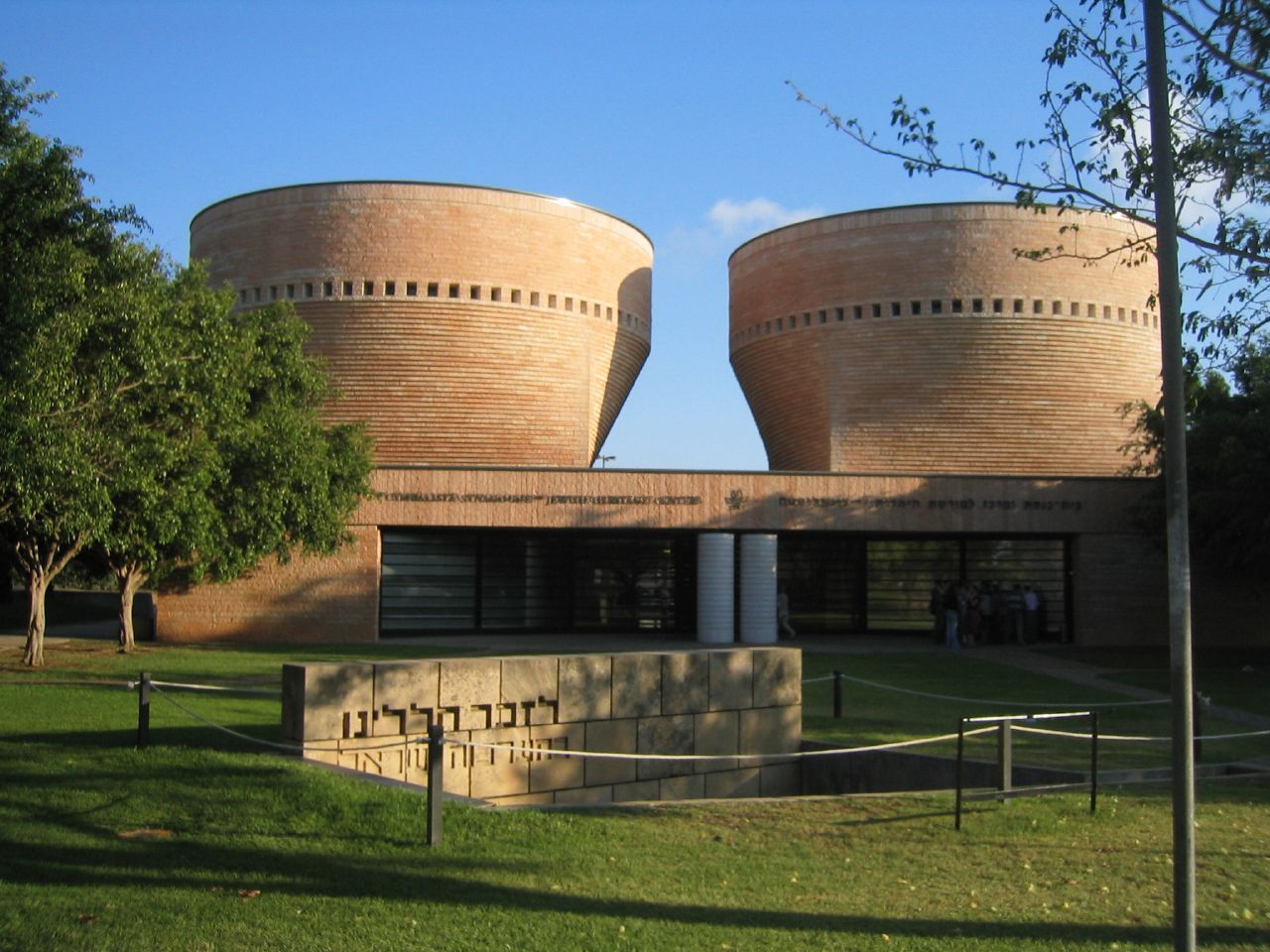
シンバリスタ聖堂ユダヤ伝統センター (en)

- Sackler Faculty of Exact Sciences
- エンティン人科学部
- バックマン法学部
- ワイズ生命科学部
- サックラー医学部
- ゴードン社会科学部
- コラー経営学部

独立の教育機関
- ポーター環境研究学部
- バックマン・メータ音楽学部 (en)
- デイビッド・アズリエリ (en) 建築学部
- ゴールドシュレーガー歯学部
- ミラー教育学部
- シャペル社会事業学部
- TAU 国際学院 (旧称・海外留学生学院)
- セイゴル神経科学部

研究施設、学術センター
テルアビブ大学附属の研究施設や学術センターは130超ある。

## TAU 国際学院 – 英語で行うプログラム
TAU 国際学院 (旧称・海外留学生学院) は世界各地から数千人の留学生を受け入れ、テルアビブ大学で学習する機会を設けている。TAU 国際学院の授業はすべて英語で行われる。
プログラムは学期もしくは1年留学、学位取得プログラムのほか、法学部の設ける国際 LL.M 課程などの特設プログラムがある。学部学生、学期留学生は大学に隣接するアインシュタイン学寮に滞在が認められる。
学部課程
- 電気工学、電子工学 (科学学士)[5]、国際工学部承認 (en)
- 教養学部、人文科学 (国際学士)[6]

大学院課程
- 政治科学 修士 (指導者、コミュニケーション、選挙)
- 公安・外交 修士
- 中東研究 修士
- 考古学・聖書地域史学 修士
- TESOL – 外国語としての英語教授法 修士
- 国際衝突解決・仲裁研究 (en)
- 危機とトラウマ研究に特化した社会福祉 修士
- M.P.H. 緊急事態対応、災害管理 修士
- 環境研究 修士
- ソフェア国際 MBA
- ケロッグ・レカナティ MBA
- 移民研究 修士
- 国際法学 修士

2007年5月にはニューヨーク州立大学と提携し、NYUイスラエル海外留学キャンパスをテルアビブ大学におくことが発表された。

## 大学番付

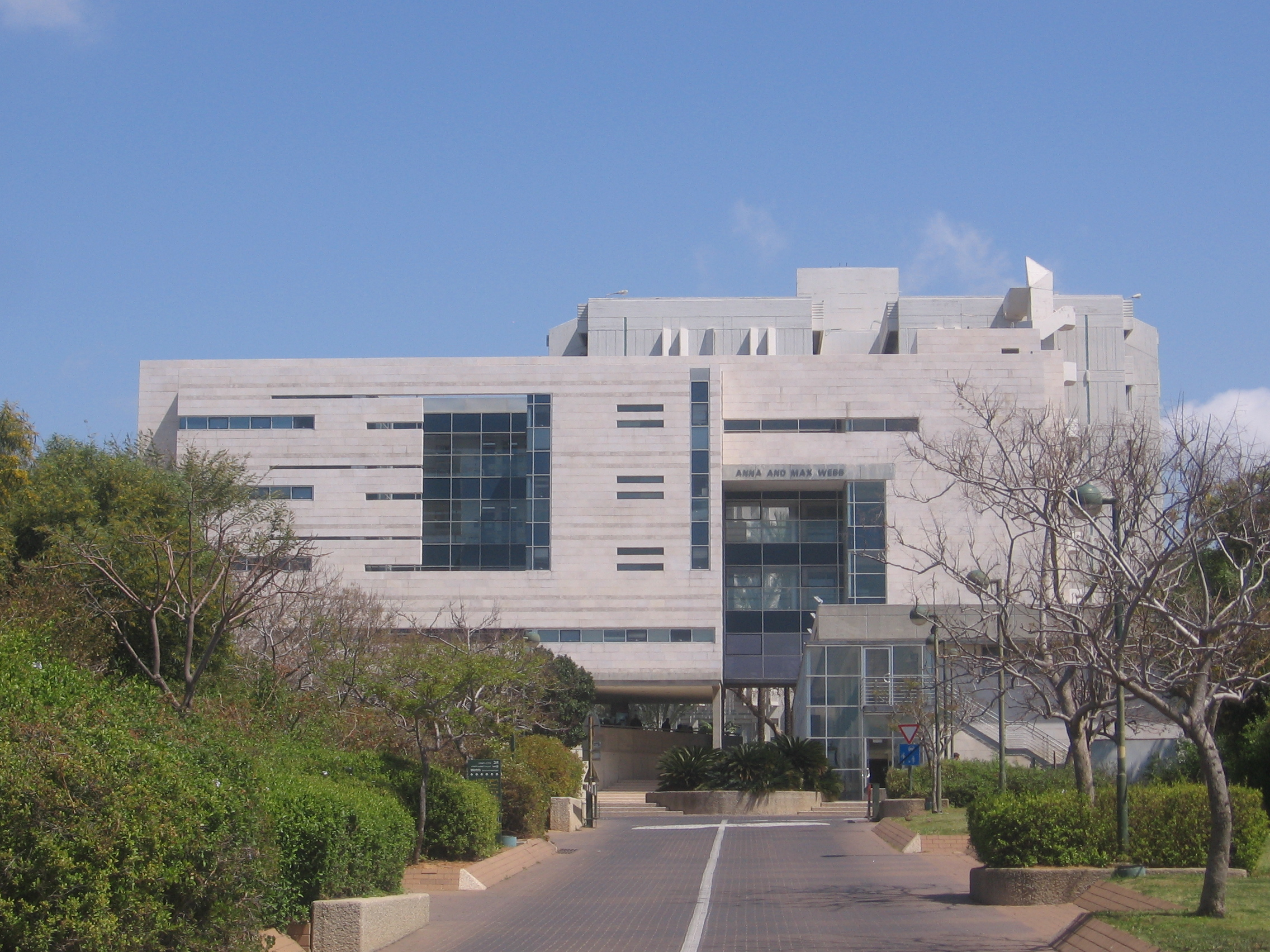
ウェッブ語学学部 (テルアビブ大学)

本学は世界大学ランキングセンター（CWUR）の世界大学番付で2012年は第56位、2016年CWUR番付は世界第81位、イスラエル国内第3位にランク付けされた。2012年のタイムズ高等教育世界大学番付では世界トップ90圏に入った。タイムズの格付けは教育機関の研究と教育の評判データを組み合わせ、総合的な評価基準を反映したものであり、本学をブラウン大学 (ロードアイランド)、ライデン大学 (オランダ) と同レベルに位置づけた。
本学は2013年のQS世界大学ランキング (en) で世界第196位にランクされ、イスラエル国内第2位である。その科目ごとの世界順位は次のとおり。
- 芸術・人文科学　第202位
- 工学・技術　第295位
- 医学・生命科学　医学第193位
- 自然科学　第208位
- 社会科学・経営　第240位。

QSの2016年世界大学ランキングで本学は教員1人当たりの論文引用件数で世界第22位である。これにより本学は、イスラエルでも有数の大学となった。
2015年の世界大学学術番付 (en) では次の分野で順位が付いた。
- コンピュータ科学　20位
- 数学　第51-75位
- 物理学　第76-100位
- 経済/ビジネス　第76-100位。

技術工学部門は2016年番付で第51-75位に入っている。
CS番付によると2007年から2018年まで、本学はコンピュータ科学分野で世界第30位とハーバード大学と同位、国内最高順位を保った。

## 他校との提携
テルアビブ大学はアメリカ、フランス、ブラジル、アルゼンチン、メキシコ出身の教師と学生に向けて、ユダヤ語研究の特別プログラムを提供する。講義は英語で行われる。
テルアビブ大学法学部は海外36大学と交換留学プログラムを提携し、対象校は次の通りである。
- アメリカ[19]

バージニア大学法学部、コーネル大学法学部、ボストン大学法学部、UCLA法学部、ノースウェスタン大学法学部、フォーダム大学法学部、デューク大学法科大学院、アラバマ大学法科大学院、イェシーバー大学ベンジャミン・カードーゾ法科大学院　(en)、フロリダ大学法学部 (en)、カリフォルニア大学ヘイスティングス法科大学院 (en)、チューレン大学ロー・スクール (en)、
- カナダ

オタワ大学 (en)、クイーンズ大学法学部、トロント大学法学部 (en)、マクギル大学法学部 (en)、ヨーク大学オスグッドホール法科大学院 ((en)、モントリオール大学法学部、ブリティッシュコロンビア大学
- アルゼンチン

トルクァト・ディ・テラ大学
- イタリア

ボッコーニ大学 (en)
- オランダ

ライデン大学法学部
- スイス

バーゼル大学、ルツェルン法学部 (en)
- スウェーデン

ストックホルム大学
- スペイン

ポンティフィシア・コミージャス大学
- チェコ

プラハ・カレル大学法学部
- ドイツ

ブツァレウス法学校 (en)、EBS (en)
- ノルウェー

ベルゲン大学
- フランス

パリ政治学院、パンテオン・ソルボンヌ大学
- ポーランド

ワルシャワ大学法学部
- インド

O・Pジンダルグローバル大学 (en)
- オーストラリア

モナシュ大学法学部 (en)、シドニー大学法学部 (en)
- シンガポール

シンガポールマネージメント大学
- 韓国

ソウル大学校法科大学
- 中国

北京大学法学院、復旦大学法学院、上海交通大学凱原法学院 (en)、清華大学法学院、香港大学法学部
2013年、本大学とルッピン大学 (en) は地中海に共同学習センターを開設、海岸の自然環境と資源に影響を与える問題を深く掘り下げて研究する場である。

### 国際提携
ドイツにはテルアビブ大学の提携校ゲーテ大学フランクフルト・アム・マイン (フランクフルト大学) がある。両市は長い姉妹提携の歴史で結ばれている。

## 出身著名人
名の五十音順
- アード・アワド (en) - 演劇監督

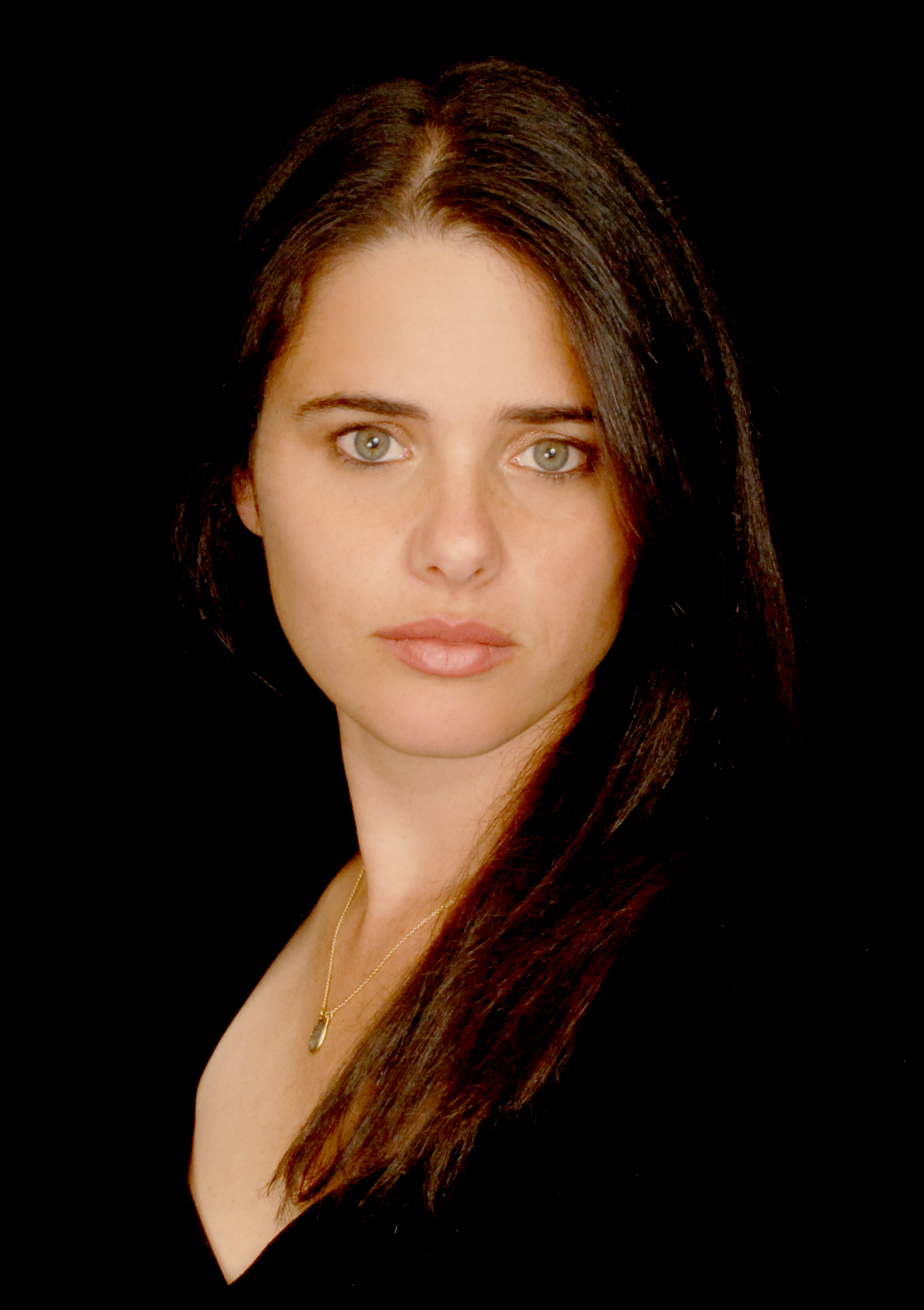
アイェレット・シャクド イスラエルの司法長官

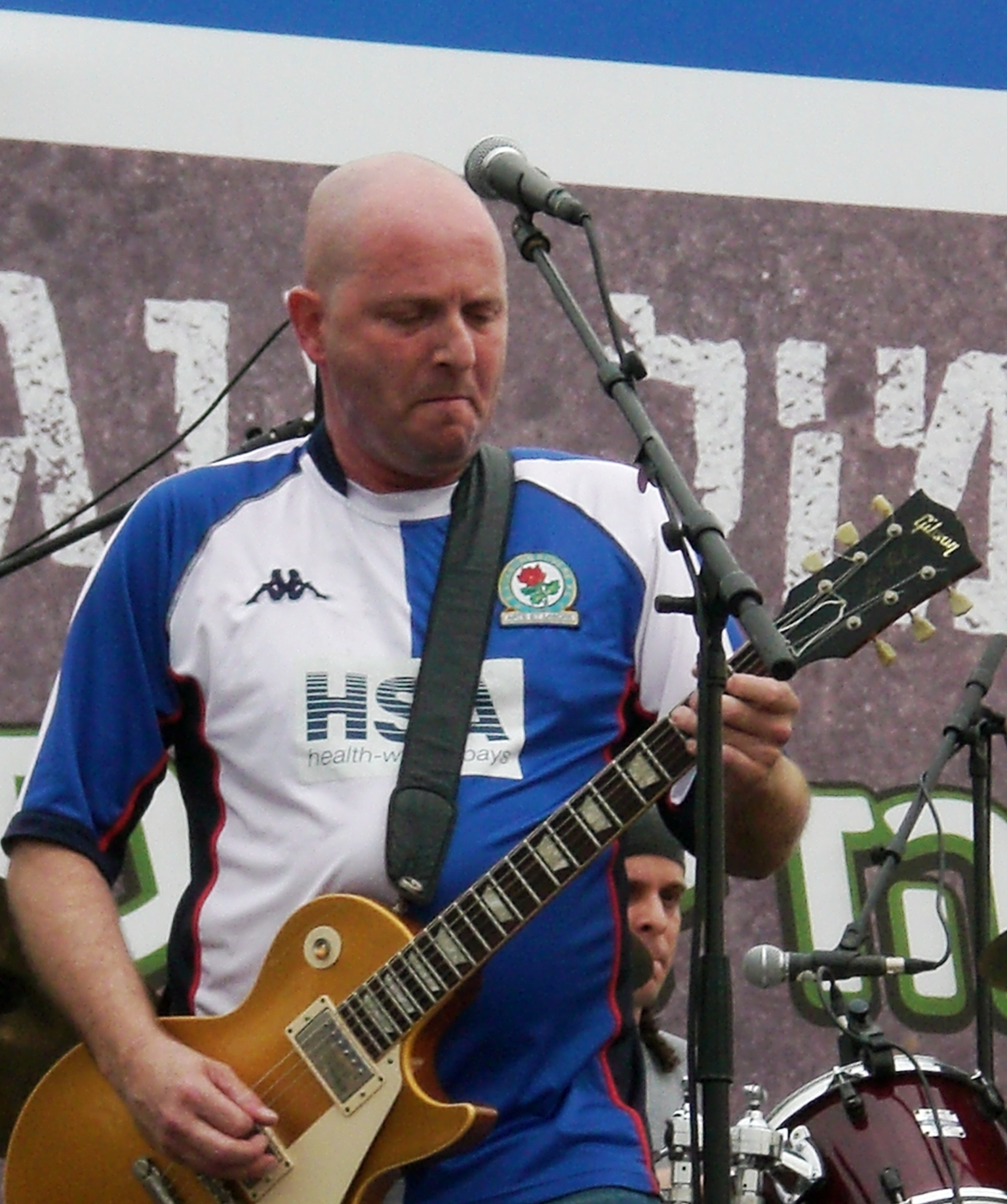
en:Tal Friedman

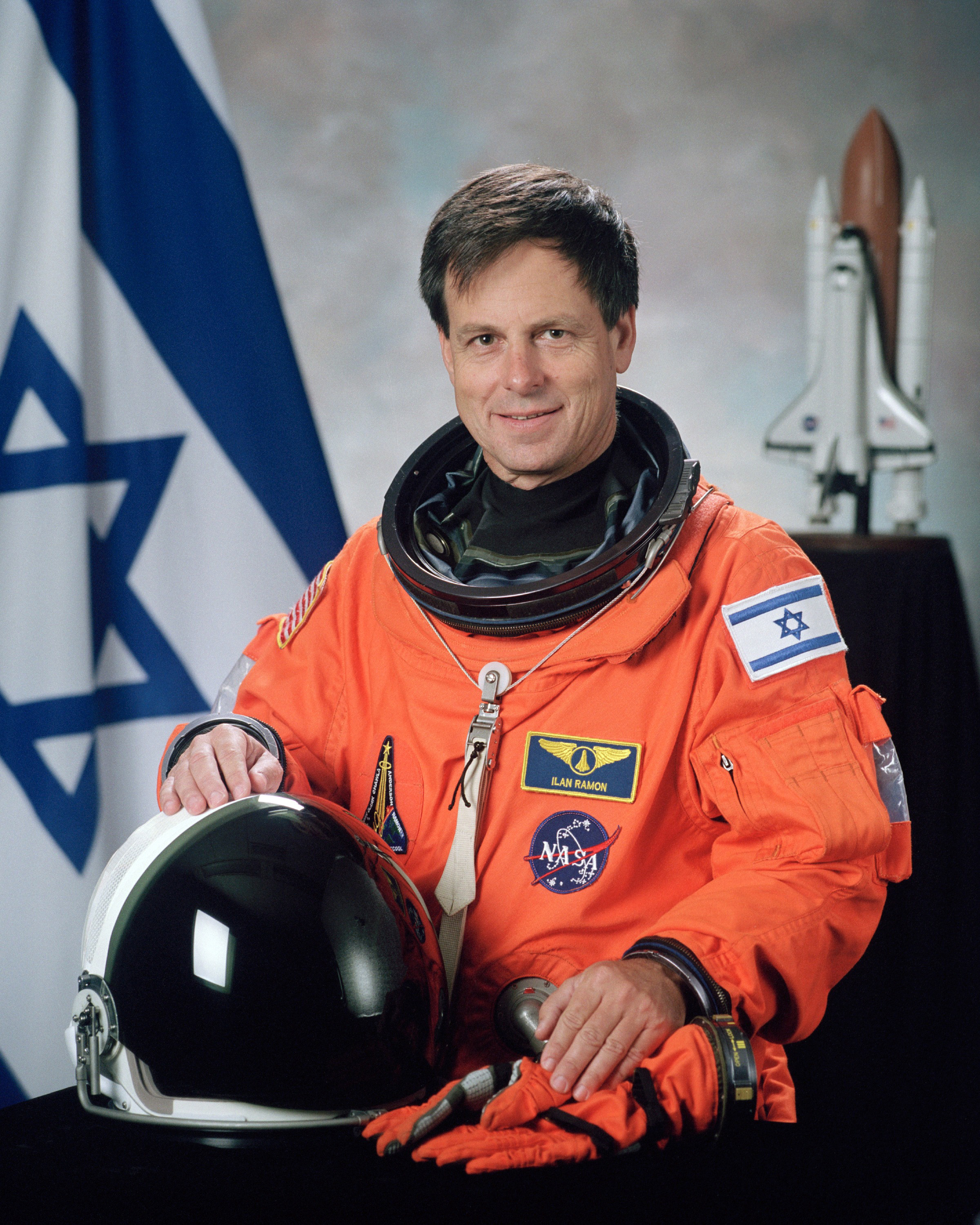
イラン・ラモーン

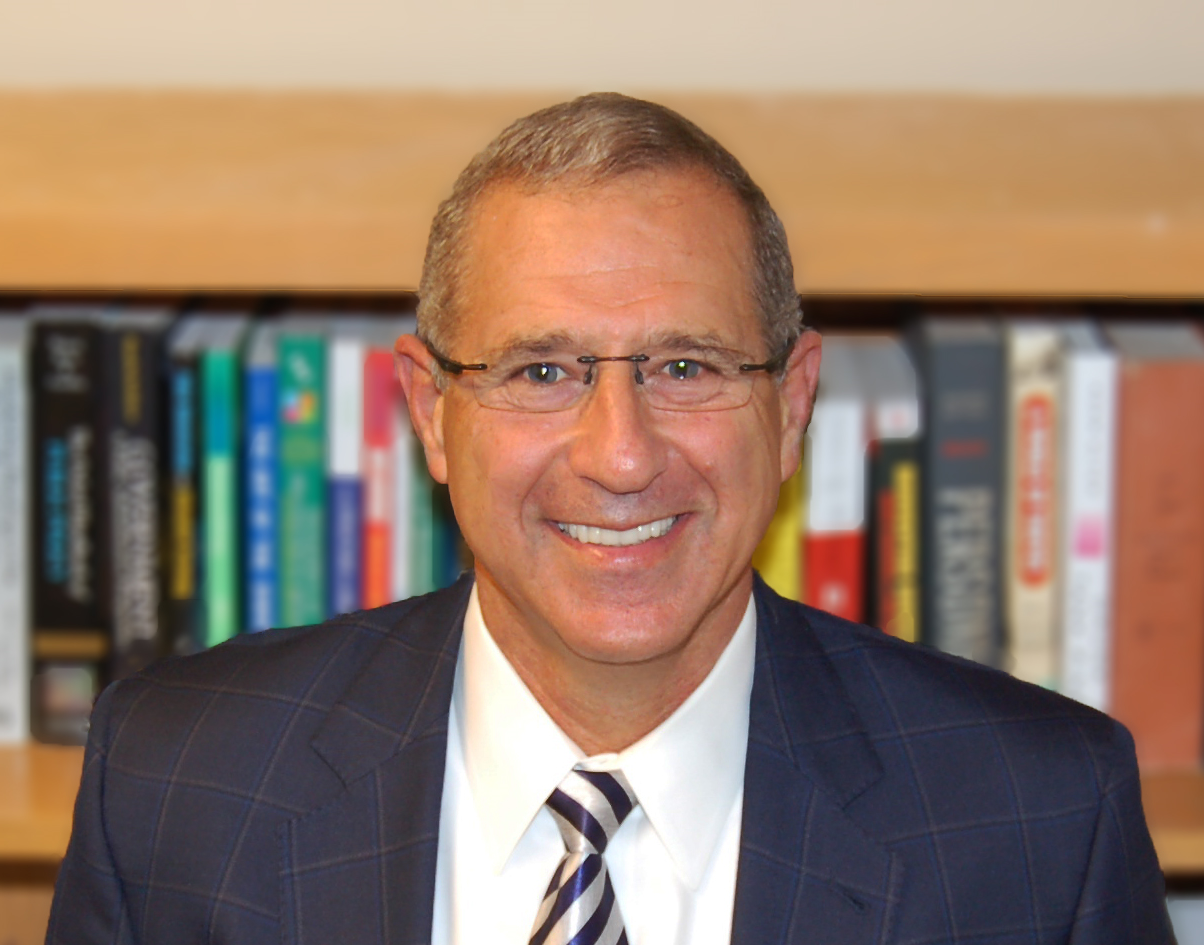
Michael Harris

- アイェレット・シャクド (en) - イスラエルの法務大臣
- アイザック・フロレンティーン - 映画監督
- アディ・シャミア  - 暗号技術者、RSA暗号システムの共同発明者
- アリ・フォルマン - 映画監督 (「戦場でワルツを」)
- アリエ・エルダド - 元クネセト議員。(国家統一党)
- アリエル・シャロン (1928–2014) - 元イスラエル首相 (リクード、カディマ党)
- アルフ・ベン (en) - Haaretz 紙編集長
- イツハーク・モルデハイ - 元イスラエル国防相、
- イラン・ラモーン (1954–2003) -  イスラエル初の宇宙飛行士
- エトガル・ケレット -  作家
- ギデオン・ラフ  - 監督、脚本家。イスラエルのテレビシリーズ制作者 (Prisoners of War) のちに HOMELAND (テレビドラマ) に改作。
- ギドン・サール（1966－）クネセト議員。リクード党所属。
- ギラード・ツッカーマン - 言語学者
- サヴィヨン・リーブレヒト - 作家
- サッソン・ガーベイ - 俳優
- シュロモ・ベン・アミ (en) - 歴史学者、元外務大臣 (労働党)
- シルバン・シャローム - イスラエル外相、前経済外交相 (リクード)
- ダン・アリエリー - 学識経験者、作家
- ドヴ・ハニーン  - 政治家学者、クネセト党員 ハダシュ
- フアード・アワド（英語版） - 俳優
- ミハル・ゴヴリン - 作家
- ムハンマド・バラカ - クネセト議員。ハダシュ党首
- ヨシ・マティアス - コンピュータ科学者、Google 重役
- ヨセフ・ラピド（英語版、ヘブライ語版） - イスラエル副首相
- ロン・フルダイ - テルアビブ市長